# Glyphipterix umbilici
Glyphipterix umbilici é uma espécie de insetos lepidópteros, mais especificamente de traças, pertencente à família Glyphipterigidae.
A autoridade científica da espécie é M. Hering, tendo sido descrita no ano de 1927.
Trata-se de uma espécie presente no território português.